# Brskovo
Brskovo (en serbe cyrillique : Брсково) est un village du nord-est du Monténégro, dans la municipalité de Mojkovac.

## Démographie

### Évolution historique de la population
| 1948 | 1953 | 1961 | 1971 | 1981 | 1991 | 2003 |
| ---- | ---- | ---- | ---- | ---- | ---- | ---- |
| 30   | 74   | 129  | 179  | 261  | 297  | 276  |